# Trypauchen taenia
Trypauchen taenia är en fiskart som beskrevs av Koumans, 1953. Trypauchen taenia ingår i släktet Trypauchen och familjen smörbultsfiskar. Inga underarter finns listade i Catalogue of Life.